# Sally von Kügelgen (Tagebuchschreiberin)
Sally von Kügelgen (* 1835?; † 28. Dezember 1868jul. / 9. Januar 1869greg.) war eine deutschbaltische Tagebuchautorin.

## Leben und Werk
Die Erzieherin Sally von Kügelgen wurde vor allem bekannt durch ihre Tagebuchaufzeichnungen. Sie spiegeln exemplarisch das Leben der Frau in der gehobenen Gesellschaft der baltischen Provinz Mitte des 19. Jahrhunderts wider.
Die Tagebuchaufzeichnungen erschienen erst ein halbes Jahrhundert später im Druck unter dem Titel Stilles Tagebuch eines baltischen Fräuleins 1855/1856. Herausgeberin des Bandes im Propyläen Verlag war 1936 ihre Enkelin, die Schriftstellerin Oda Schaefer (1900–1988), die auch das Vorwort beisteuerte. In der Ausgabe abgedruckt waren sechs Aquarelle, die Sally von Kügelgen gemalt hatte.
Die baltische Gutstochter Sally von Kügelgen sah „die Zukunft der Frau wie der alten Jungfer gleichermaßen ‚öde und dürr‘, wenn ihnen verwehrt blieb, ihr Leben selbst zu gestalten.“
„Typisch für die erzwungene Langeweile von jüngeren Frauen war Sally von Kügelgen, die es als Mädchen und Jugendliche haßte, einfach nur geduldig auf die Zukunft und einen prospektiven Ehemann zu warten. Sie kritisierte die unproduktive Alternative von Religion und Handarbeit, die ihr als Haustochter nur blieb, im inhaltslosen ‚Abhaspeln der Zeit‘ in den fünfziger Jahren auf dem elterlichen Landgut im Baltikum.“

## Privatleben
Sally von Kügelgen war verheiratet mit dem deutschbaltischen Pastor Hugo Emil Kraus (1826–1908), der aus Kurland stammte. Ihr Sohn ist der Publizist und Schriftsteller Eberhard Kraus (1857–1918), ihre Enkelin die Schriftstellerin Oda Schaefer (1900–1988).
Sie war die (Groß-)Nichte der Maler Karl von Kügelgen (1772–1832), Gerhard von Kügelgen (1772–1820) und Wilhelm von Kügelgen (1802–1867).